# 柵

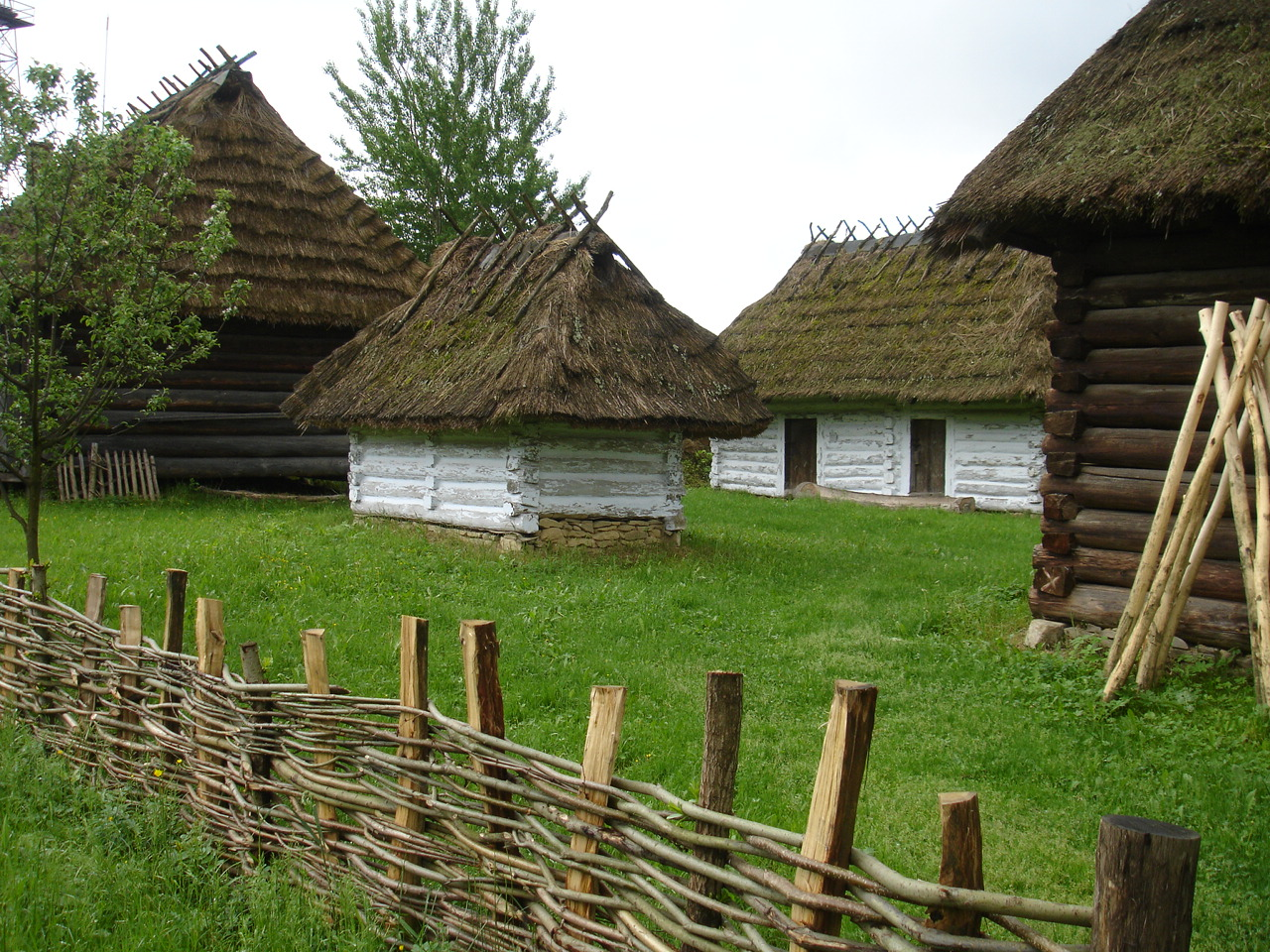
ポーランドの野外博物館の周囲の柵。伝統的で素朴な材料・技術で造られたもの。

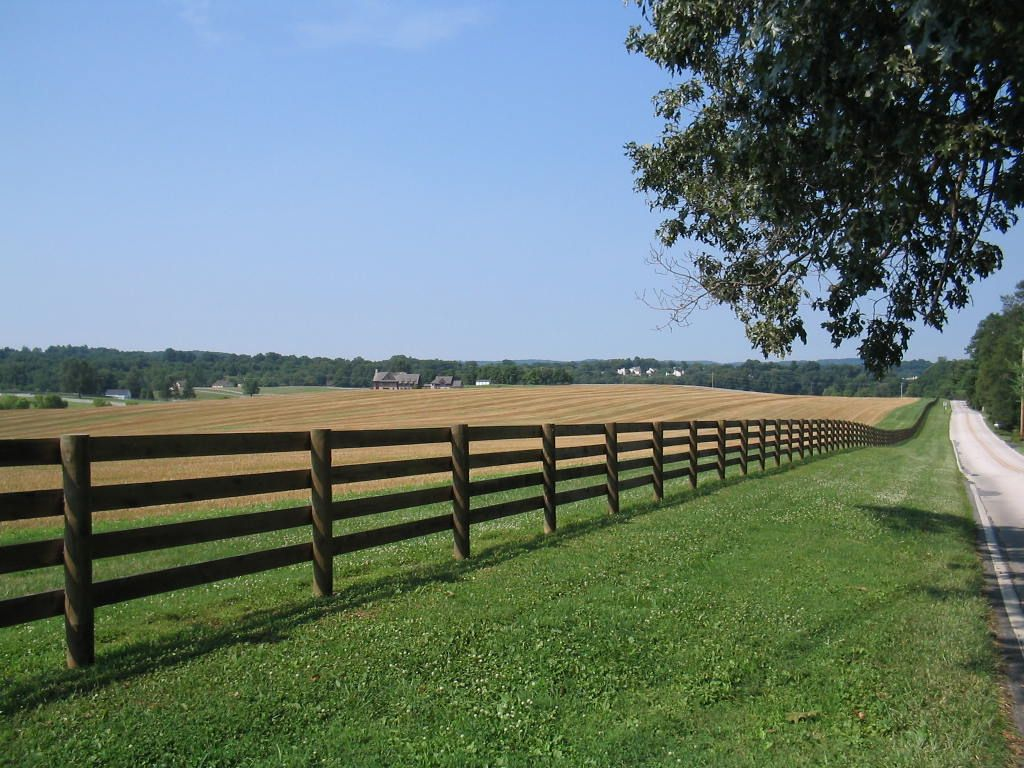
米国ペンシルベニア州チェスター郡ウエストタウン郡区の大きな農地を囲うためのオーソドックスな木製の柵

柵（さく、英: fence フェンス）とは、
- 角材や丸太をまばらに（地面などに）立てて、そこに横向きの材である「貫（ぬき）」を通し、土地や区画の境界などに設置する囲いのこと[1]。横向きに伸びる材料は、角材や丸太が用いられることもあるが、代わりに金網などが用いられることもあり、またロープやチェーンなどが用いられることもある。柵は塀とは違って隙間があり、柵越しに反対側の景色を見ることができる、という特徴がある。
- 木の柱を立てて並べて、敵を防ぐために作った砦[1]。→城柵を参照。
- （しがらみと読めば）構造は同じだが、水流の向きを変えたり水流を抑えるために川の中に設けたものを指す[1]。→#しがらみ

- 欧米で昔からある技法で、縦杭を立てずに、横材だけをジグザグに積むようにして組む「スプリット・レイル・フェンシング」と呼ばれる技法。
- 現代の空港まわりの金属製の柵（フェンス）。侵入者を防ぐために上部に有刺鉄線も備える。
- 改築する家や売家を囲うための、簡易的な金属製の柵（米国カリフォルニア州ロサンゼルス）。

## 目的別の柵

### 住宅用途
柵は一般的に敷地の境界を示す目的や屋上広場・2階以上のバルコニーの外周部に安全の目的で設けられる。
布団やハンギングバスケットなど吊るすことは本来の用途ではないため避けるべきである。また、ガーデニングにより植木鉢などを吊るしたい場合はその用途に応じた設計を行わなければならない。また、身を乗り出したり足かけたりすると本来想定していない力で破損し、思わぬ事故に繋がる危険があるため注意が必要である。

### 農業用途

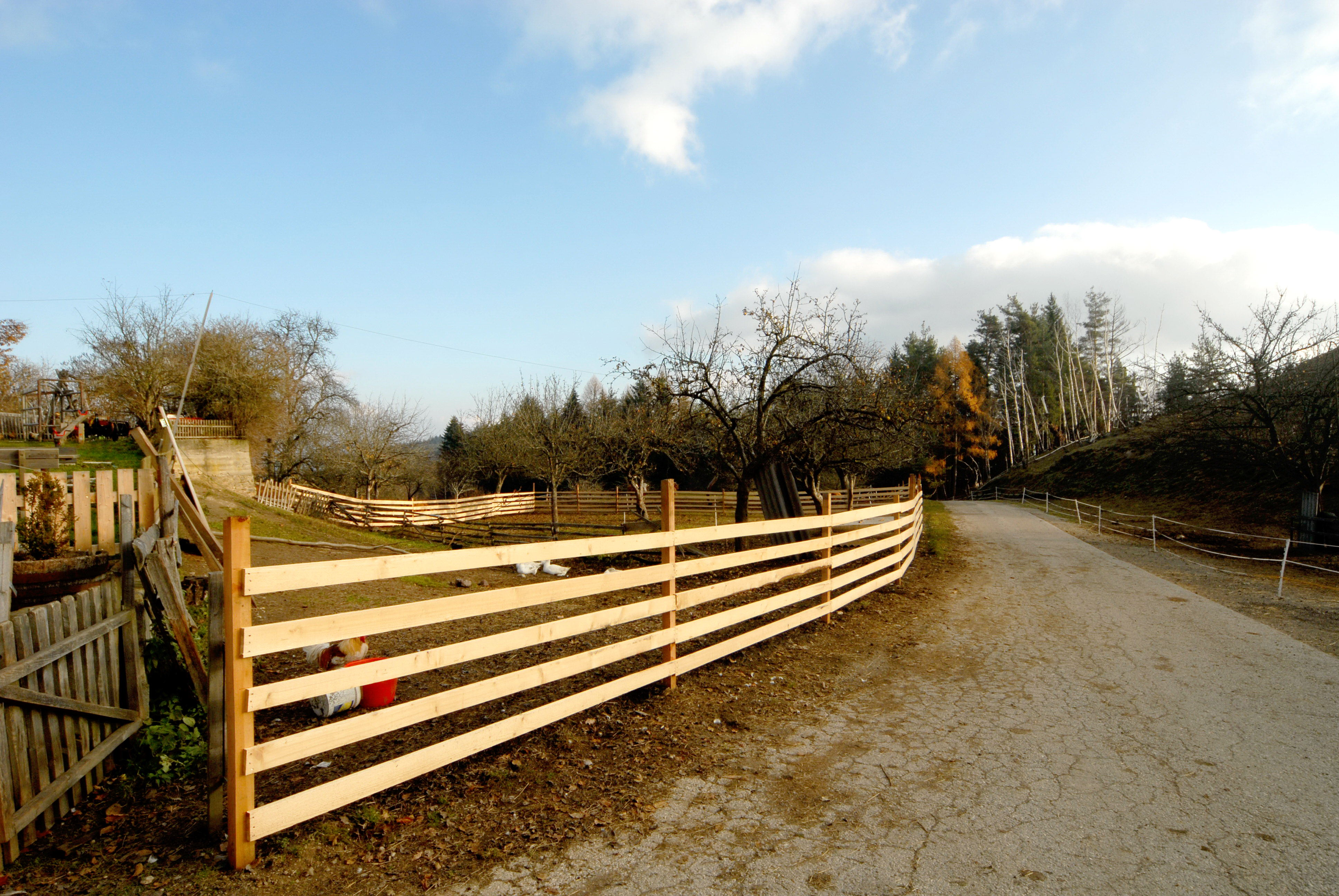
オーストリアの田舎の牧草地を囲う、現代の木製の柵。物理柵の例。

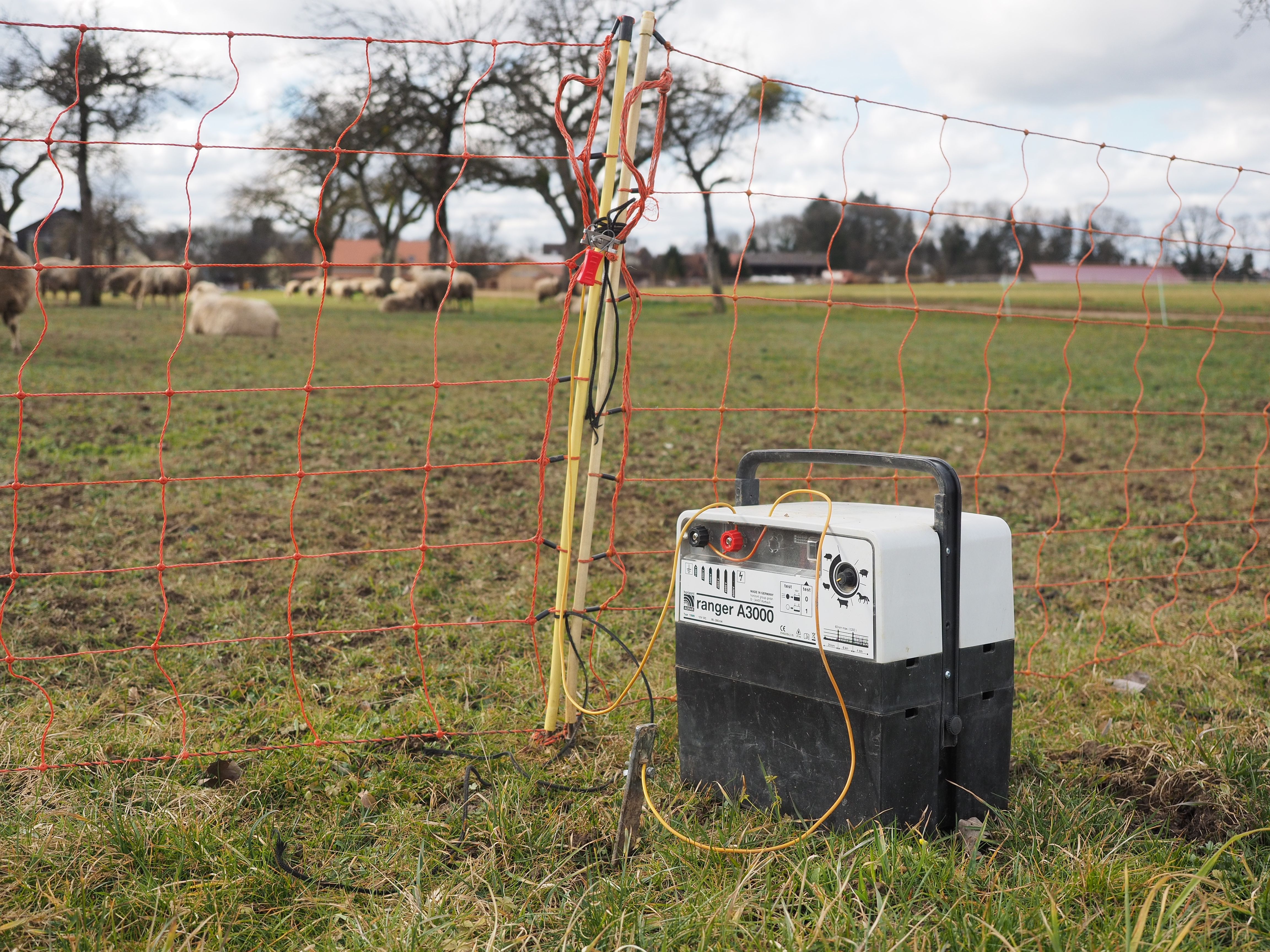
電気柵の例。

#### 牧畜用途
牧畜用の柵である牧柵には、（現代では）、物理柵と心理柵（電気牧柵）がある。
- 物理柵 - バラ線や木柵など物理的に隔てる柵[6]。経費や設置労力はかかるが耐久性は高い[6]。
- 心理柵（電気牧柵） - 電気を流し牛などの家畜が（痛みを学習して）近づかなくなる精神的効果を利用した柵[6]。

#### 鳥獣防除

##### 対象
鳥獣防除用の防護柵には農地のみを囲むものと集落全体を囲むものがある。
- 農地のみを囲む柵
  - 個別柵 - 個人が管理する個々の農地を囲む柵[8]
  - グループ柵 - 隣接する複数の農地を囲む柵[8]
- 集落柵 - 集落で管理する集落全体を囲む柵[8]

##### 物理柵と心理柵
- 物理柵 - 金網やトタンなどで作った一定の高さの強度を持たせた柵[8]。
- 心理柵 - 電気柵のように野生動物の学習効果を利用した柵[8]。

### 交通用

#### 空港
空港には場周柵が設置され、立入禁止区域に人・車両などがみだりに立ち入らないようにするために設置される立入防止柵と、空港の管理用地の境界を明確するために設置される境界柵に分かれる。一般には立入防止柵と境界柵の両方の機能を持ったものが設置されるが、空港管理上で用地境界を明確にする必要があれば立入防止柵と別に境界柵を設置することができる。空港用地が盛土の場合は法尻に、切土の場合は法肩に設置する。立入禁止柵には一般に高さ1.8 mで、長さ0.45 mの忍び返しを付けなければならないが、景観に配慮する必要がある場合は省略できる。柵の破壊や侵入者の検知のため、センサを設けることがある。材質は鋼製フェンスかガラス繊維強化プラスチック製（FRP）フェンスに分類されるが、航空保安施設などからの電波に干渉を及ぼす可能性がある場合は材料を考慮する必要がある（FRPフェンスを用いるなど）。金網はネットタイプとメッシュタイプに分類されるが、保安対策強化が必要な場所では破壊による侵入を防ぐためメッシュタイプを用いることを標準とする。
航空機のブラストから空港敷地内外の人・車両などを保護するためブラストフェンスが設置される。このブラストフェンスは保護すべき範囲のブラストフェンス背面での風速が15 m/秒に緩和されるように設計する。材質にはエキスパンドメタル・鉄板または透明板が用いられる。
いずれも、海岸付近などで塩害を受ける位置に設置する場合は防錆などに考慮しなければならない。

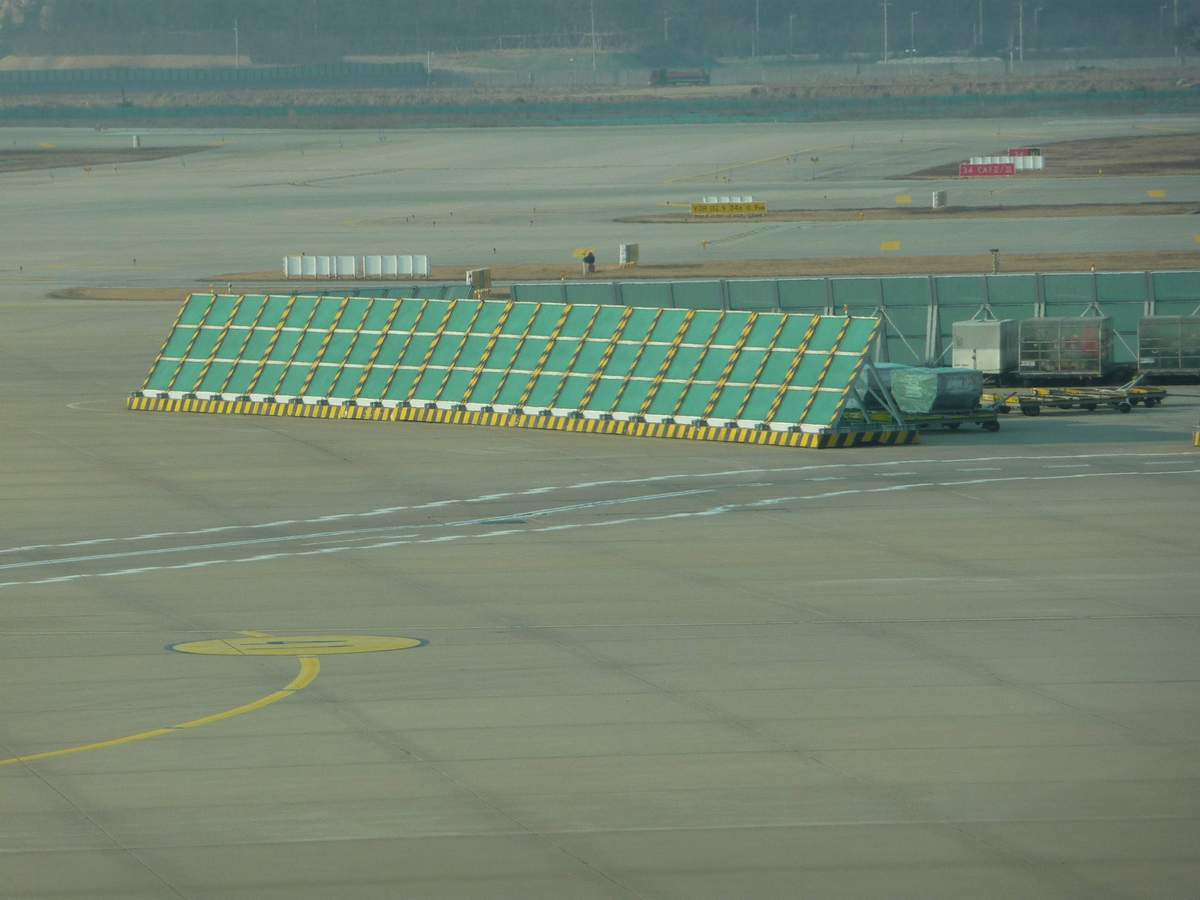
ブラストフェンス

#### 鉄道
線路内に人が立ち入ることを防止するため、沿線には橋梁やトンネルなど人が容易に立ち入りできない部分を除き柵（線路防護柵）が設置しなければならない。この場合、人が容易に立ち入りできない高さや構造とし、建築限界や用地境界を考慮して設置する。
プラットホームでは転落や列車との接触事故を防ぐため、ホームドアのほか柵として可動式ホーム柵・固定式ホーム柵が設置される。可動式ホーム柵はホームドアと比べ安価で、在来線での導入が増えている。固定式ホーム柵は車両形式がほぼ同一で、車両ドアの位置が異なることなく、旅客の流動量がさほど大きくないホームなどでの採用がある。また、プラットホームの使われていない部分を覆うために柵が設置されることがある。また、プラットホームの端部から転落しないため線路と直角方向にも柵が設置を要する。この場合、手前に柵などでプラットホーム端部に立ち入らないようにしている場合や、階段・スロープ・詰所などがある場合は設置を要しない。

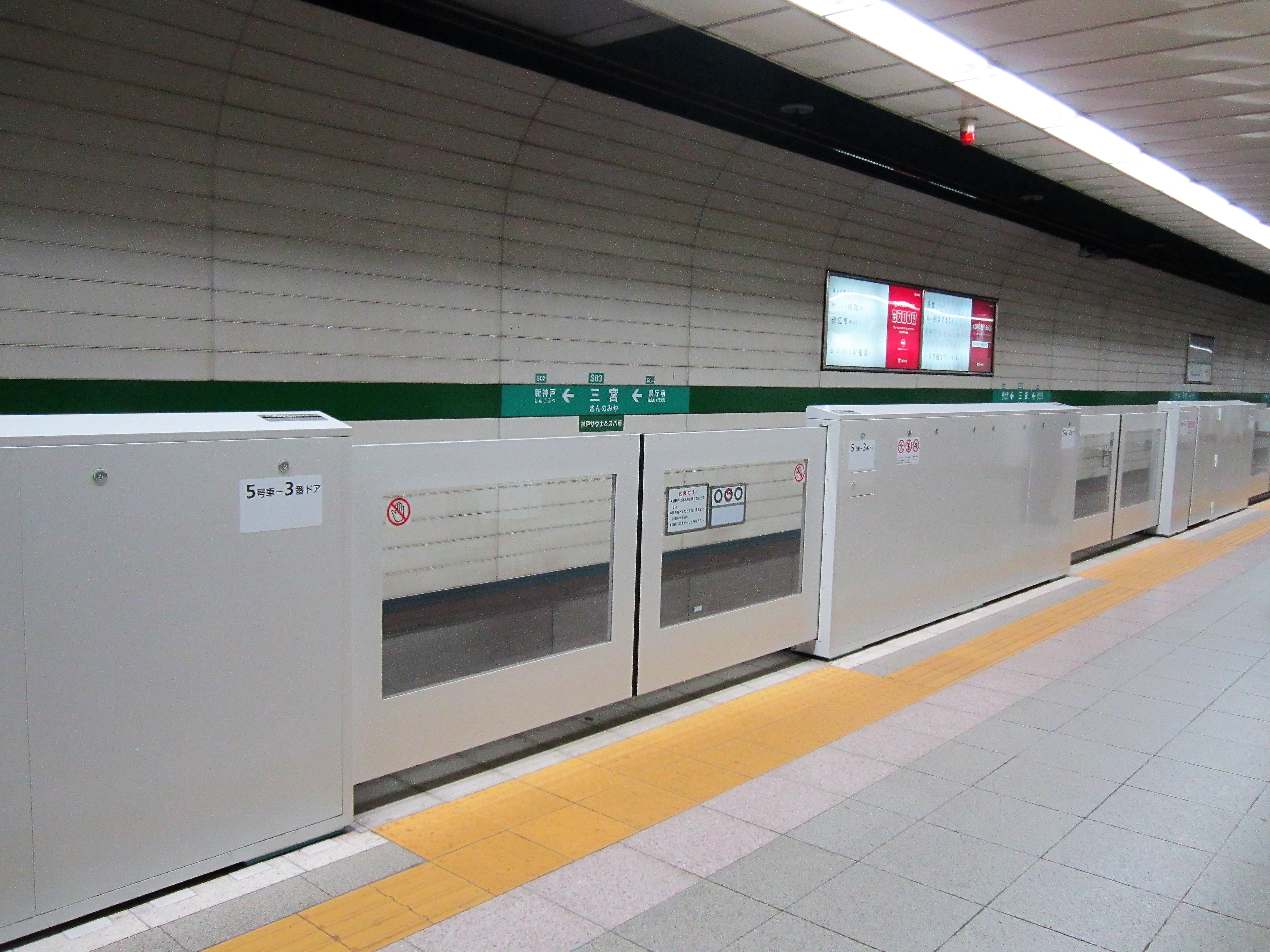
可動式ホーム柵
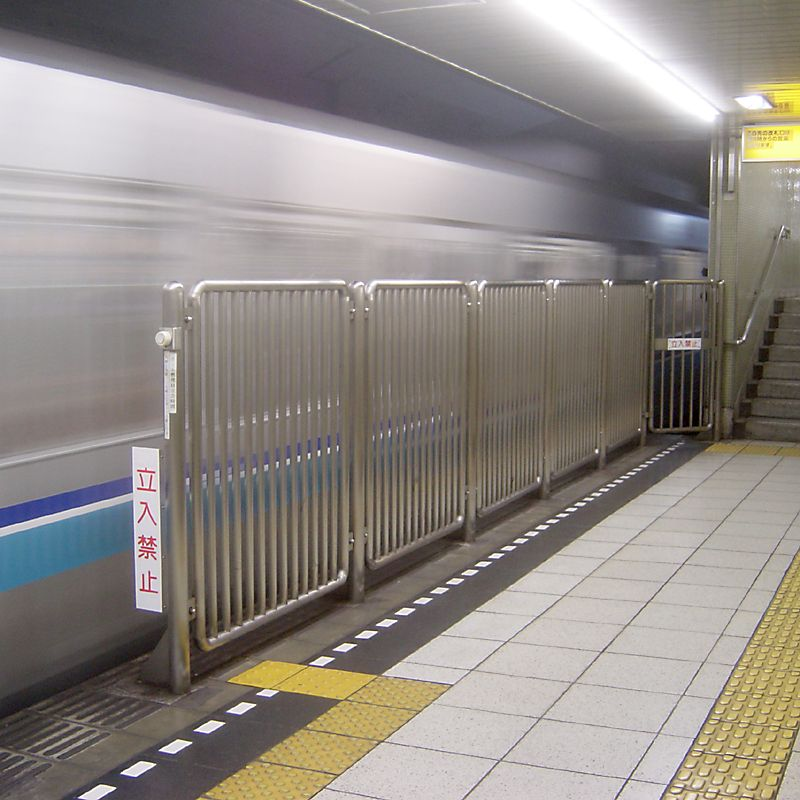
固定式ホーム柵

#### 道路
道路では車両や自転車、歩行者が誤った方向に進んで路外に逸脱するのを防止し、逸脱が生じても人的被害・物的被害の防止・軽減を目的に防護柵が設置される。良好な景観形成のため色彩を適切にしなければならない。
車両用防護柵は種類としてガードレール・ガードケーブル・ボックスビームなどが挙げられるほか、車両の路外逸脱を防ぐため変形しないための剛性防護柵もあり、性能や施工、経済性などの諸条件を考慮して設置する防護柵が選定される。
歩行者自転車用柵は横断防止や転落防止を目的として設置される。ボルトや部材の突起、継ぎ目などにより通行する歩行者などに危害を与えないように配慮した形状にしなければならない。また、特に落下防止のための防護柵はすり抜け防止のため桟間隔に考慮する。
落下物や跳石などが橋梁やカルバートの下に落ちないようにするため落下物防止柵が設けられることがある。また、関係者以外の者や動物が侵入するのを防ぐため立入防止柵や動物侵入防止柵の設置が行われることもある。

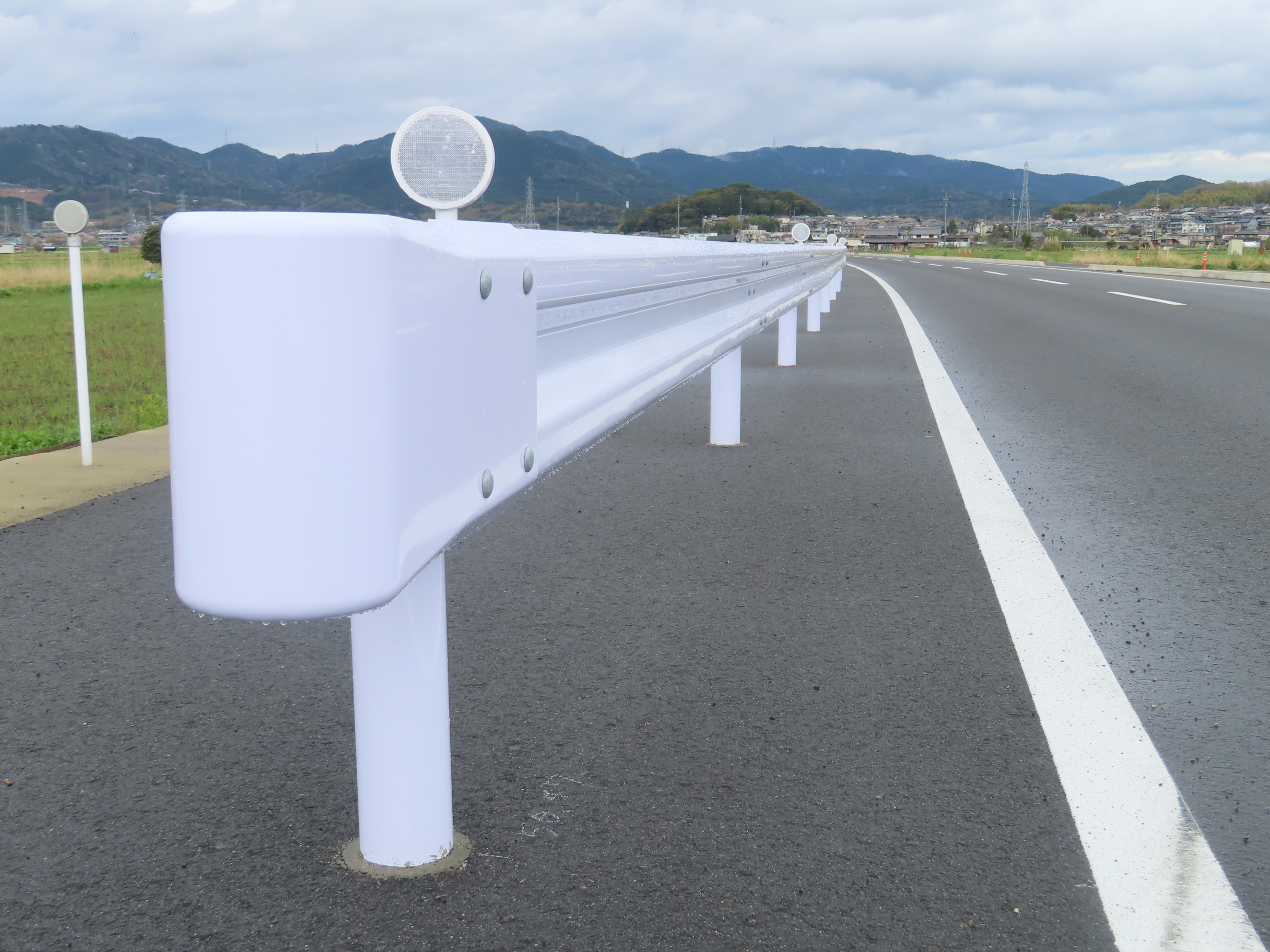
車両用防護柵の内、ガードレール
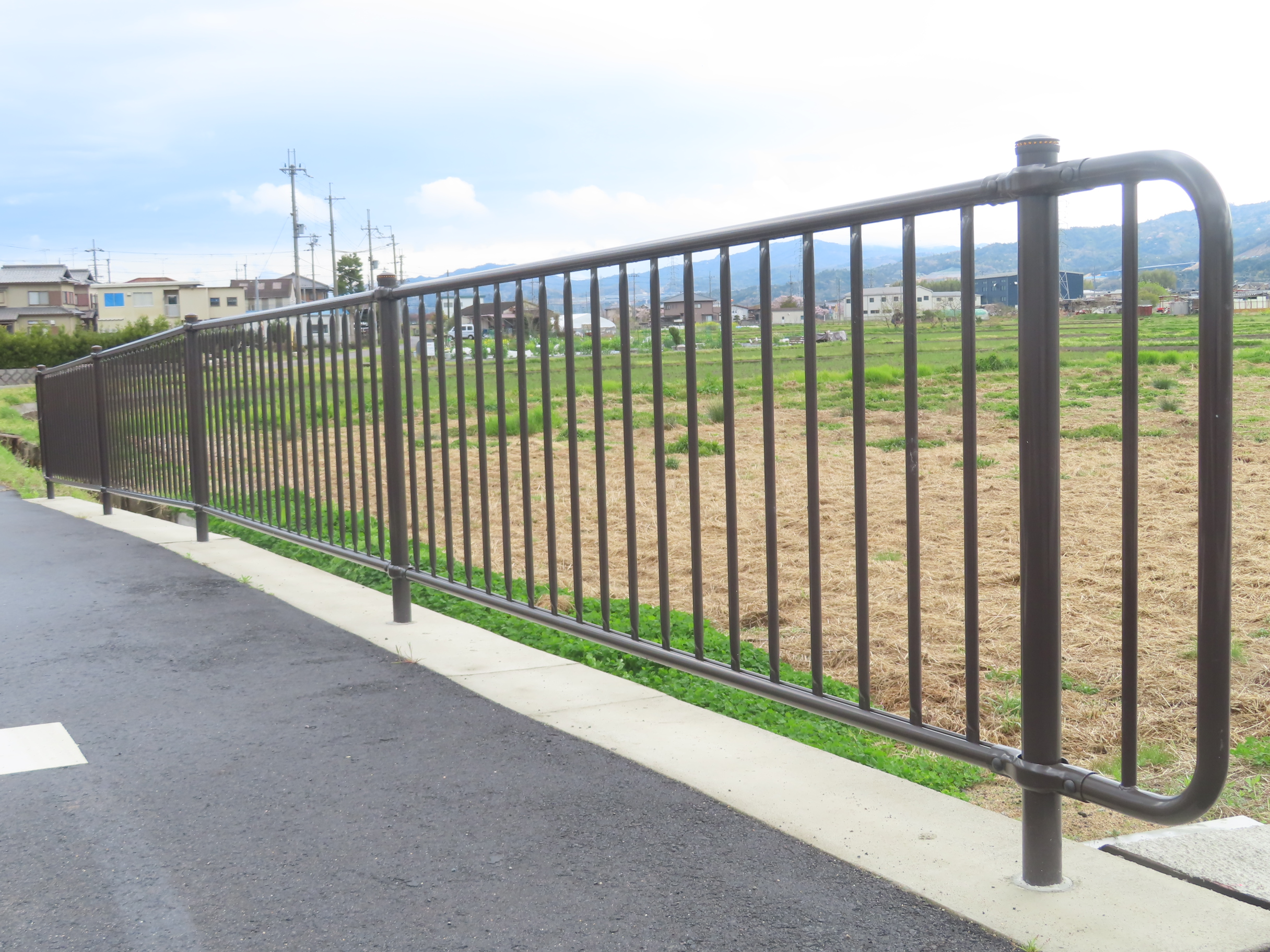
歩行者自転車柵の内、転落防止柵

### 公園用

#### 児童遊園
児童遊園にある遊具には子供の不用意な設置面への転落を防ぐ簡易的な柵・ガイドバーとしてのガードレールや、子供の不適切な公道などによって高所から落下するのを防止する目的での落下防止柵が設けられる。遊具利用者が身体を支え、安定させるためにガードレールや落下防止柵に手摺を設けることもある。複合系遊具では上段踊り場から下段踊り場の落下防止柵やガードレールの上面へ容易に登れないような高さにしなければならない。
乳幼児と児童とでは運動能力や危険回避能力が異なるため、乳幼児が遊ぶエリアは年齢制限エリアとしてゾーニングを行ったうえで外周に柵を設ける必要がある。
ブランコの外側には衝突事故を防ぐため境界柵を設ける。砂場には犬猫が進入しないように砂場柵を設ける。

#### 自然公園
設置場所や目的に応じて機能を設定して整備を行う。一般の利用者を対象とした柵と動物の侵入を防ぐための柵では安全性に対する考え方が大きく異なり、また多くの人の利用を想定したエリアの柵と自然の保護を最優先にすべきエリア（特別保護地区など）の柵では規模や構造などの条件が大きく異なる。自然公園などで用いられる柵は転落防止柵・立入防止柵・注意喚起柵・侵入防止柵・その他の柵の5種類に分類される。

### 防災用
風による障害を防ぐため防風柵が設置されることがあり、鉄道の場合はパネルの充実率が100％の防風壁を除いた防風対策工を防風柵と位置付けている。また、落石が見込まれる斜面の最下段や中段には、落石を阻止する形鋼や金網を用いた落石防護柵が設置されることがある。

#### 防雪用
吹雪や吹き溜まりを防止するための柵として防雪柵が設置される。防雪柵には飛雪の吹込みを防ぐ吹きだめ柵と防雪柵の下部間隙から吹き抜ける強い風で堆雪を吹き払う吹き払い柵がある。

また、雪崩が発生しやすい場所では雪崩を未然に防ぐ雪崩予防柵と一旦発生した雪崩を止めるための雪崩防護柵が設置される。雪崩の原因となる雪庇を作らせないために雪庇予防柵を設けることがあり、雪庇予防柵も吹きだめ柵と吹き払い柵に分かれる。

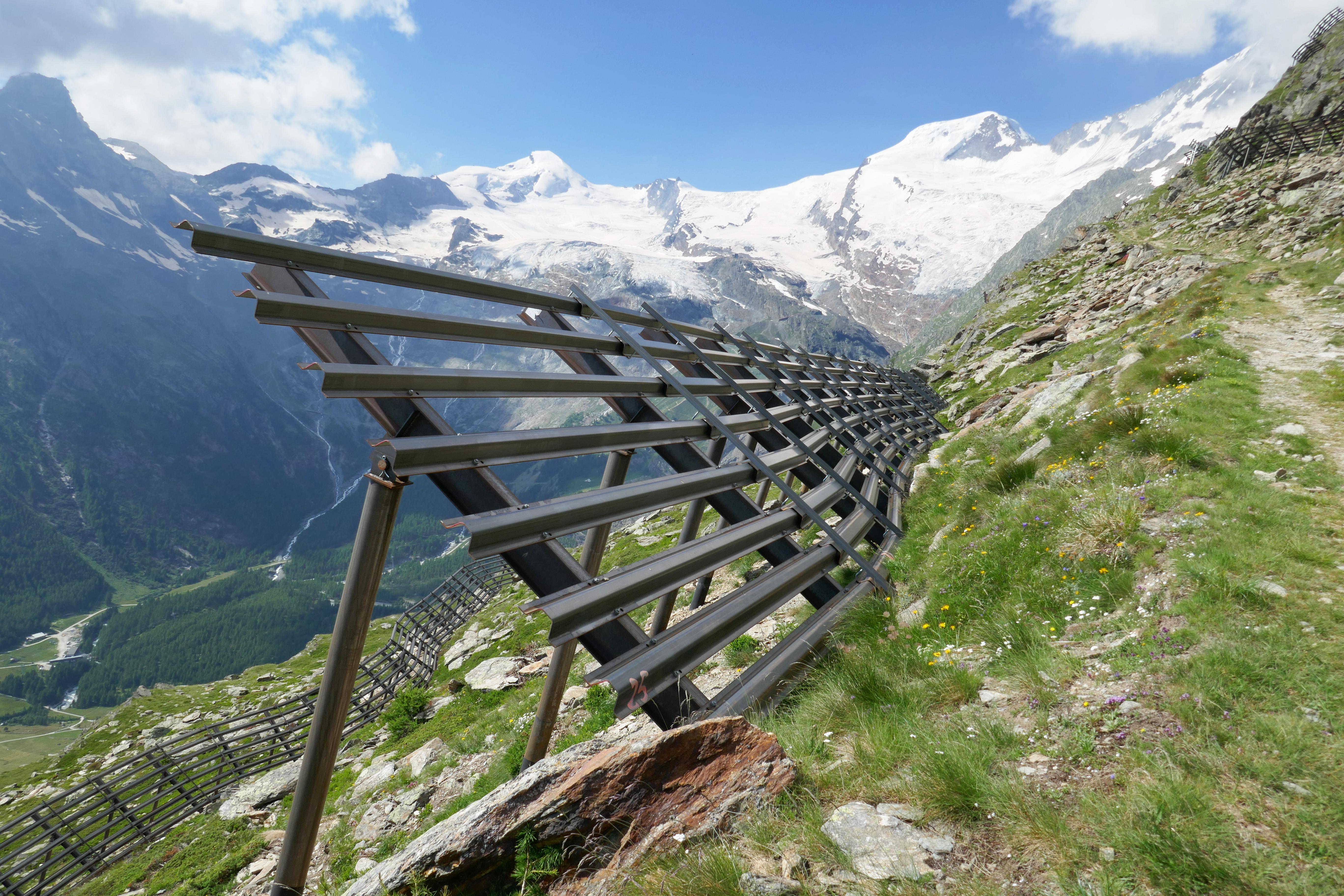
雪崩予防柵

## 材質
手摺を設ける場合は多くが柵と一体的な構成とされているが、笠木調のウッド素材やアルミ形材に木粉入り樹脂を圧着した手摺とすることもある。

### アルミ形材
アルミニウムを押出成形した素材であり、質量が軽く金属の質感を持つ。大量製品向きで比較的安価なため、主流商品として使用される。

### アルミ鋳物
アルミニウムを溶融させてから型に流して成形した素材で、形材よりコストがかかるが曲線的なデザインにしやすくよく使用される材料である。形材のようなロングスパンには不向きだが、石やレンガなどの自然素材にマッチしやすく組み合わせて利用されることが多い。

### 木材
木材を使用した素材であり、質感に優れるが耐久性に劣る。耐久性を高めるため柱など構造となる芯材にはアルミを用い、化粧材として木材を用いた複合製品が多くみられる。

### 鋼材
防護柵などの強度が必要なものやメッシュ状のフェンスに鋼材が用いられる。十分な強度を持つ反面で腐食対策を施す必要があるため、デザインの自由度が低くバリエーションが少ない。

### その他の材質
柵の材質としては、ステンレスが単体・複合で利用されることがあるほか、柱はアルミダイカストを用いたもの、フレームがアルミ形材でパネルがFRP板・アクリル樹脂板・ポリカーボネート板などを用いたもの、発泡樹脂に木粉と樹脂を配合して圧着した後にアルミ形材に差し込んで成形した部材、木粉とプラスチックを溶融した人工木材などを利用した製品もある。

## 構造
柵の基本的なデザインとしては縦格子型・横格子型・枡目が挙げられる。日本産業規格では一般住宅用の柵はブロックフェンス式・自由柱式・間仕切柱式で分類されている。
柵を介しての視線を遮りたい場合は板を採光・通風に考慮した上で鎧戸のように並べたルーバーフェンスやアルミ板に多数の孔を設けたパンチングメタルフェンスを用いることがある。

## 設計
場周柵やブラストフェンスなどの空港での柵を例とすると、以下の手順で設計が行われる。
1. 形状断面・基礎諸元の仮定
2. 作用の設定
3. 風荷重・土圧などに対する性能照査
4. 形状断面・基礎諸元の決定

## 維持管理
柵が破損することで事故につながるおそれがあるため、点検し安全であるか確認しなければならない。一般的にチェックする項目として、ぐらつき・柱や部材の変形・傷やひび割れ・腐食が挙げられる。

## しがらみ

### 構造

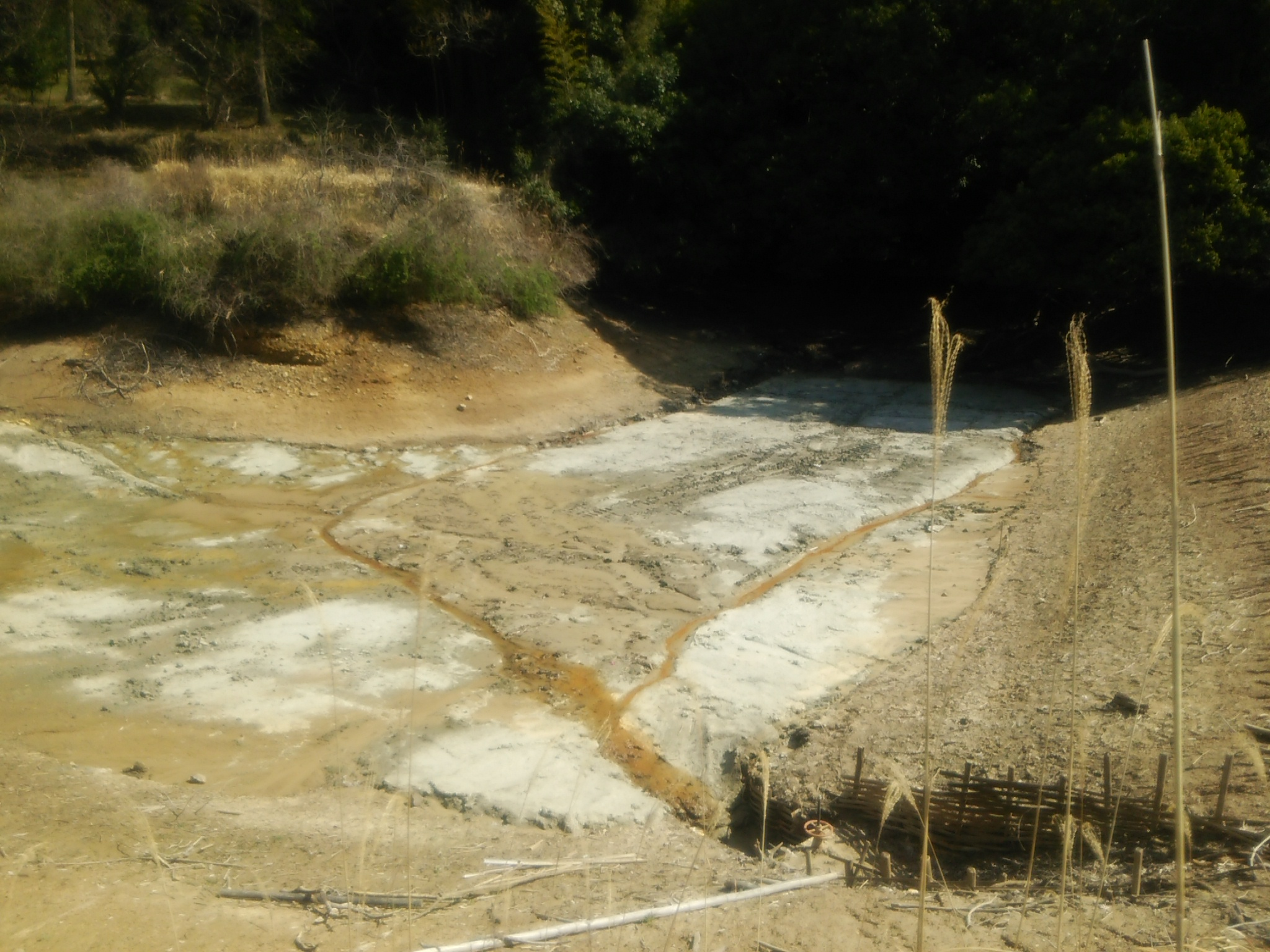
溜池遺構に編み込まれたしがらみ

しがらみは川中に杭を打ち横木を噛ますことで水流の向きを変える構造のことだが、遺跡の発掘調査から土木の基礎構造（埋め殺し）にも用いられてきたことが考古学的に立証されるようになった。
稲作が伝来し水田耕作が始まると灌漑が広まり、利水目的で河川からの取水用にしがらみが造られるようになった。やがて用水路やため池の土手を補強するためしがらみを骨格として土を盛る技術が編み出された。これは石積が普及した後も基礎構造として継承された。
埋め立て造成で都市を構築した江戸の街は、都内で埋蔵文化財としてしばしばしがらみ遺構が検出される。この参考事例は江戸東京博物館において模型展示されている。
近代になっても竹筋コンクリートのような構造は、しがらみの応用と捉えられる。

### 慣用句
「世間のしがらみ」のように解くことができないこと、制約がある状況の喩えに否定的に引用される。

## 関連項目

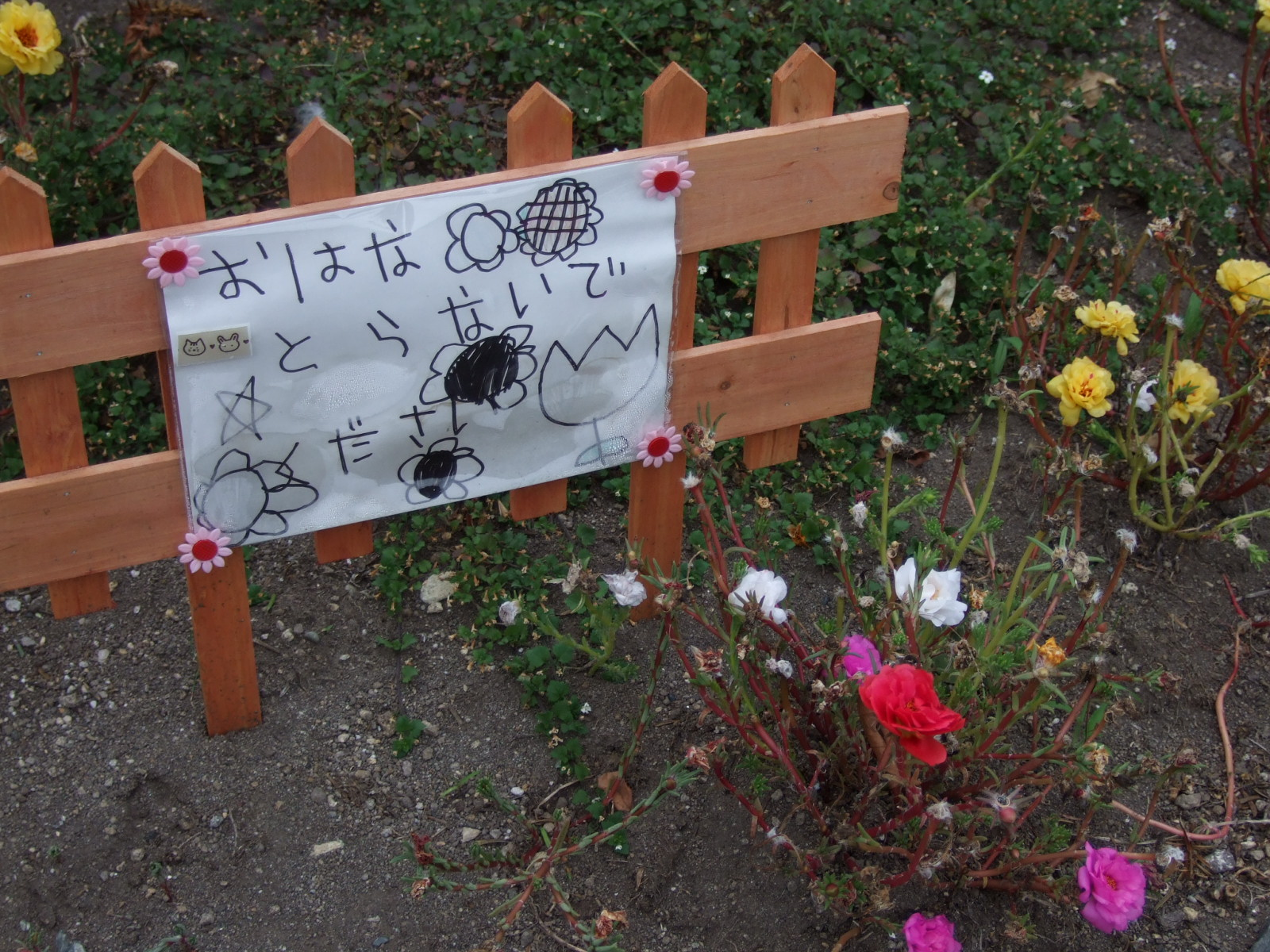
ピケットフェンス（Picket fence）